# トロ・ボラト
トロ・ボラト（モンゴル語: Төрболд、中国語: 図魯博羅特、1482年 - 1523年）は、モンゴルのハーンであるバトゥ・モンケ（ダヤン・ハーン）の長子。『アルタン・ハーン伝』ではトゥル＝バイフ（Törü bayiqu）とも表記され、明朝の漢人は「鉄力擺戸」と記した。父親よりチャハル部を相続し、その後継者と見なされていたが、父よりも早く亡くなったため、息子のボディ・アラクがハーン位を継いだ。ボディ・アラク以後のモンゴルのハーンはみなトロ・ボラトを祖とする、チャハル部の部族長から輩出された。

## 概要
ダヤン・ハーンとその正妻マンドフイ・ハトンの間の長子として生まれた。『蒙古源流』などのモンゴル語年代記では次男のウルス・ボラトと双子であったと記されているが、双子で生まれたというのは疑問視されている。本来はダヤン・ハーンの後継者と目されていたが、ダヤン・ハーンの生前に亡くなってしまったため、チャージャン娘娘太后との間に生まれたトロ・ボラトの長子ボディ・アラクがハーン位に即くことになった（後述するが、ボディ・アラクはウルス・ボラトの息子とする説あり）。
しかし、トロ・ボラトの弟でジノンを称していたバルス・ボラトは、ボディ・アラクがまだ幼年であることを理由にハーン位を一時簒奪した。後に成長したボディ・アラクは改めてハーン位に即き、以後モンゴルのハーンはトロ・ボラトの子孫であるチャハル部の王家から出るのが慣例となった。これはトゥメト部のアルタン・ハーンなどチャハル部を凌ぐ実力者が現れた時であっても覆されていない。
『蒙古源流』ではバルス・ボラトの簒位を記していないが、その他のモンゴル年代記、同時代の漢文史料にも、トロ・ボラトが早世したためバルス・ボラトがハーン位を得たことが記されている。明代の漢人鄭暁は「正徳の間、阿爾倫台吉（ウルス・ボラト）がヨンシエブのイブラヒムに殺され、その子供達が幼かったために、阿著（バルス・ボラト）が後を継いだ」と記している。

## 子孫
内モンゴルの歴史家ブヤンデルゲルは、『シラ・トージ』の記録は『蒙古源流』と同じだが、両方の『アルタン・トプチ』も『アルタン・ハーン伝』もウルス・ボラト晋王がボデイとエムリグの父親であると信じていると指摘し、トロ・ボラトには息子がいない。 『アルタン・トプチ』などの書籍に記載されている記録は明代初期のものと同じである。
- ボディ・アラク・ハーン  - トロ・ボラトの長男（論争あり）
  - ダライスン・ゴデン・ハーン - ボディの長男
    - トゥメン・ジャサクト・ハーン - トゥメンの長男
      - ブヤン・セチェン・ハーン - ダライスンの長男
        - マングス・タイジ - ブヤンの長男
          - リンダン・ホトクト・ハーン - マングスの長男
- エムリグ・タイジ  - トロ・ボラトの次男（論争あり）